# Type 3000/4000 STIB
Ne doit pas être confondu avec Type 4000 STIB (1963).
Les T3000 et T4000 sont des tramways à plancher bas intégral du réseau de tramway de Bruxelles géré par la Société des transports intercommunaux de Bruxelles (STIB). 70 trams T4000 (numérotés 4001 à 4070) sont en service sur le réseau STIB en 2015.

## Histoire
Ils ont été livrés à partir de septembre 2005, mis en service en mars 2006 et représentent le renouveau du Tramway à Bruxelles. Pour cela, le design a été très particulièrement soigné. Ils sont dotés de larges doubles portes, donnant accès à un intérieur muni de sièges garnis de cuir et de longs pans en bois et inox pouvant être comparé au style « art nouveau ». Question sécurité, le système BCM (Boîtier de Contrôle Mobile) les équipe. Ce système de rétro-signalisation est basé sur le principe de la consigne, tel que l’on trouve depuis plusieurs années dans les trains et métros. Il permet par exemple, un rappel des limitations de vitesse en tunnel. Ainsi la STIB interdit l'accès aux tunnels en service commercial aux véhicules non pourvu de ce BCM.
Construits par la firme Bombardier à Bruges (modèle Flexity Outlook), ces nouveaux tramways ont été commandés et livrés en plusieurs tranches : Série 1 : 3001 - 3027 (2005-2006) ; Série 2 : 3028 - 3049 (2007-2008) ; Série 3 : 3050 - 3074 (2009-2010) ; Série 4 : 3075 - 3150 (2011-2015). Le dernier tram T3000 3150 a été réceptionné par la STIB le mardi 17 mars 2015 en présence du ministre bruxellois de la Mobilité, Pascal Smet.

## Caractéristiques

### Caractéristiques générales
| Type 3000 | Type 4000 |
| --- | --- |
| D’après le site de la STIB : - Nombre de places assises : 54 - Nombre total de places : 184 - Nombre de portes par côté : 5 portes doubles et 1 portes simple - Longueur totale : 31,85 m - Largeur totale : 2,30 m - Hauteur du plancher : 35 cm - Largeur du couloir : 63 cm - Poids du véhicule : 38,6 tonnes - Vitesse maximale : 70 km/h - Bogies : Flexx Urban 1000 (moteurs et porteurs). | D’après le site de la STIB : - Nombre de places assises : 66 - Nombre total de places : 253 - Nombre de portes par côté : 7 portes doubles et 2 portes simples - Longueur totale : 43,22 m - Largeur totale : 2,30 m - Hauteur du plancher : 35 cm - Largeur du couloir : 63 cm - Poids du véhicule : 51,8 tonnes - Vitesse maximale : 70 km/h - Bogies : Flexx Urban 1000 (moteurs et porteurs). |

### Aménagements intérieurs communs types 3000/4000

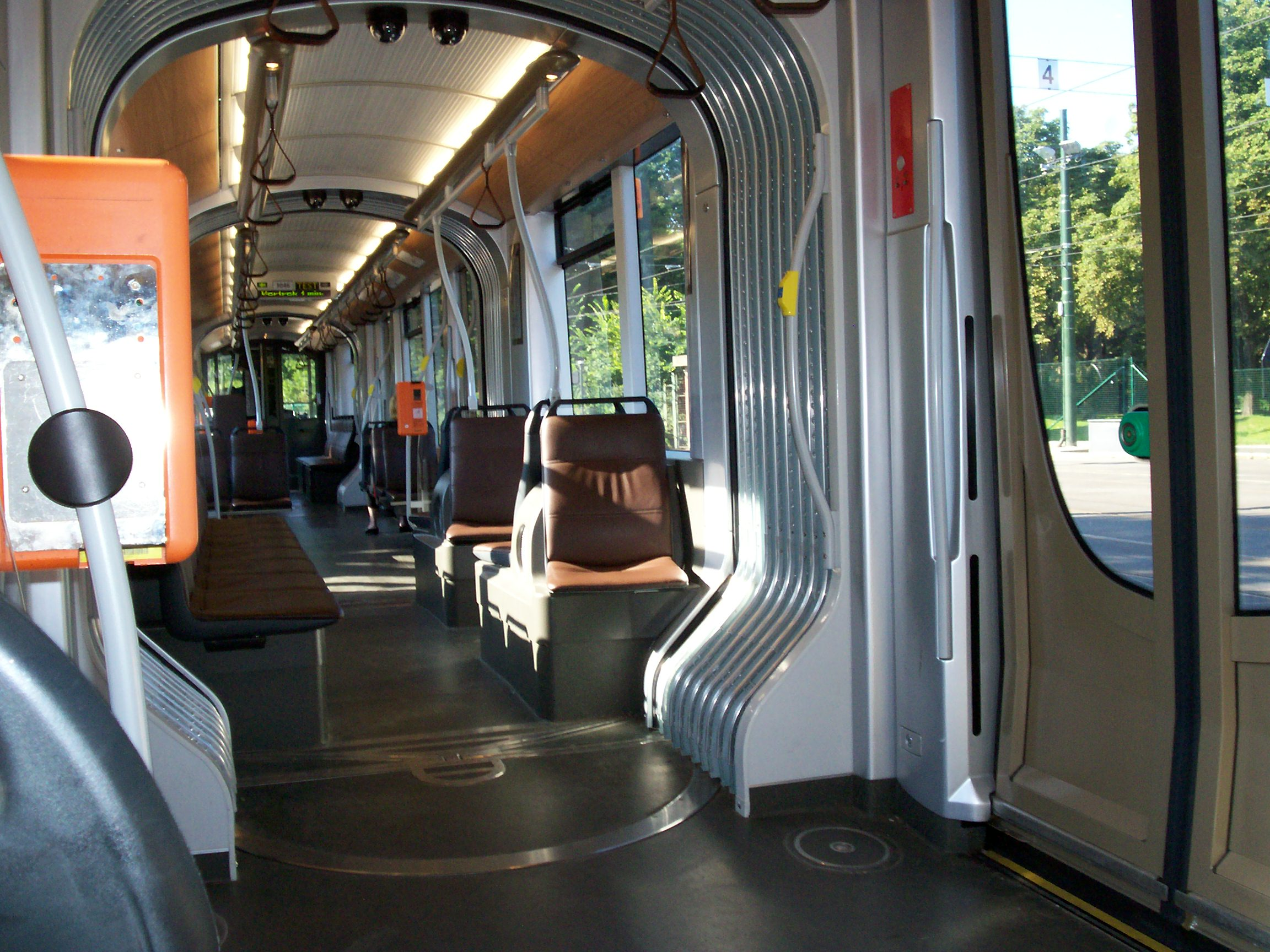
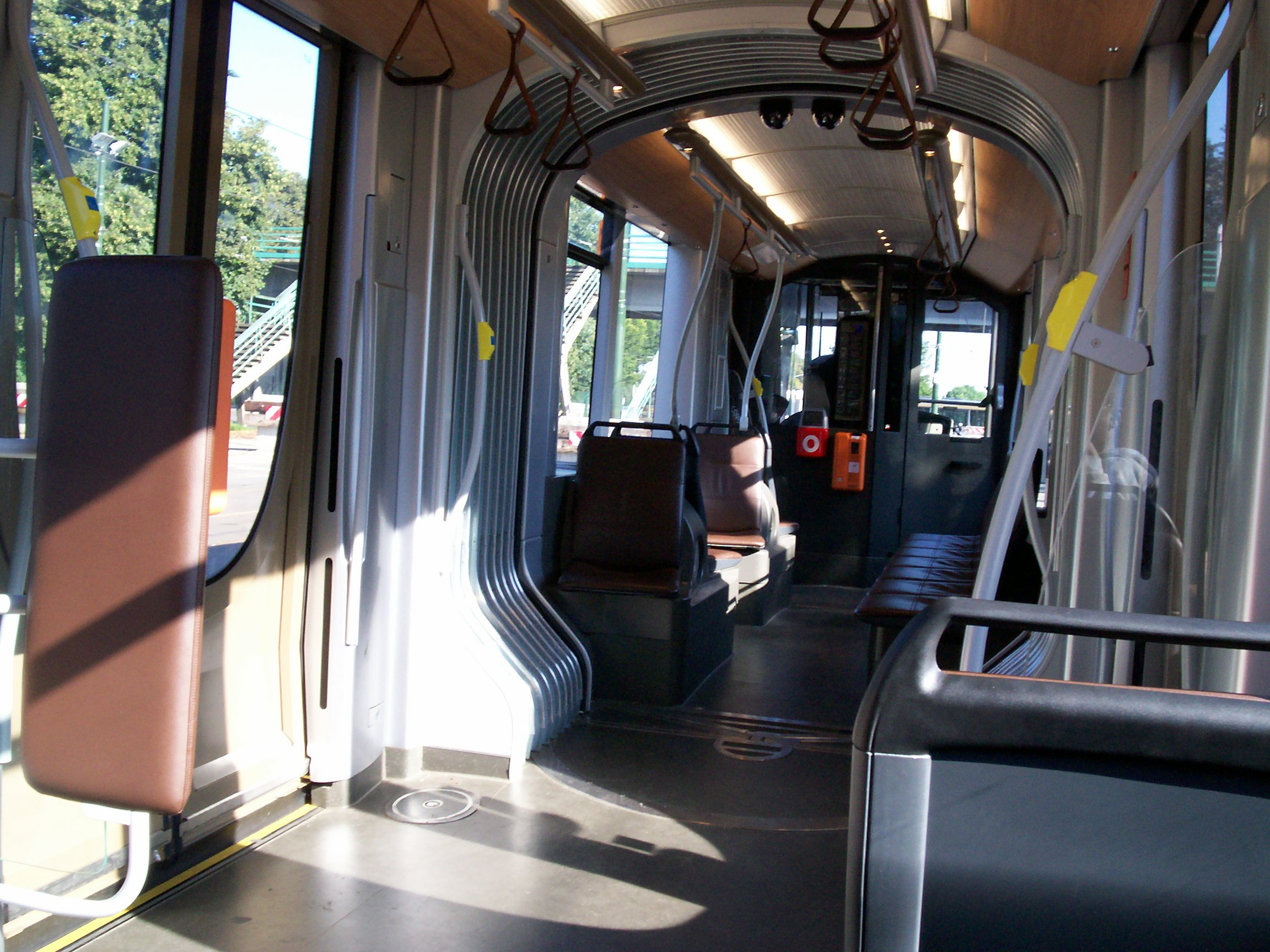
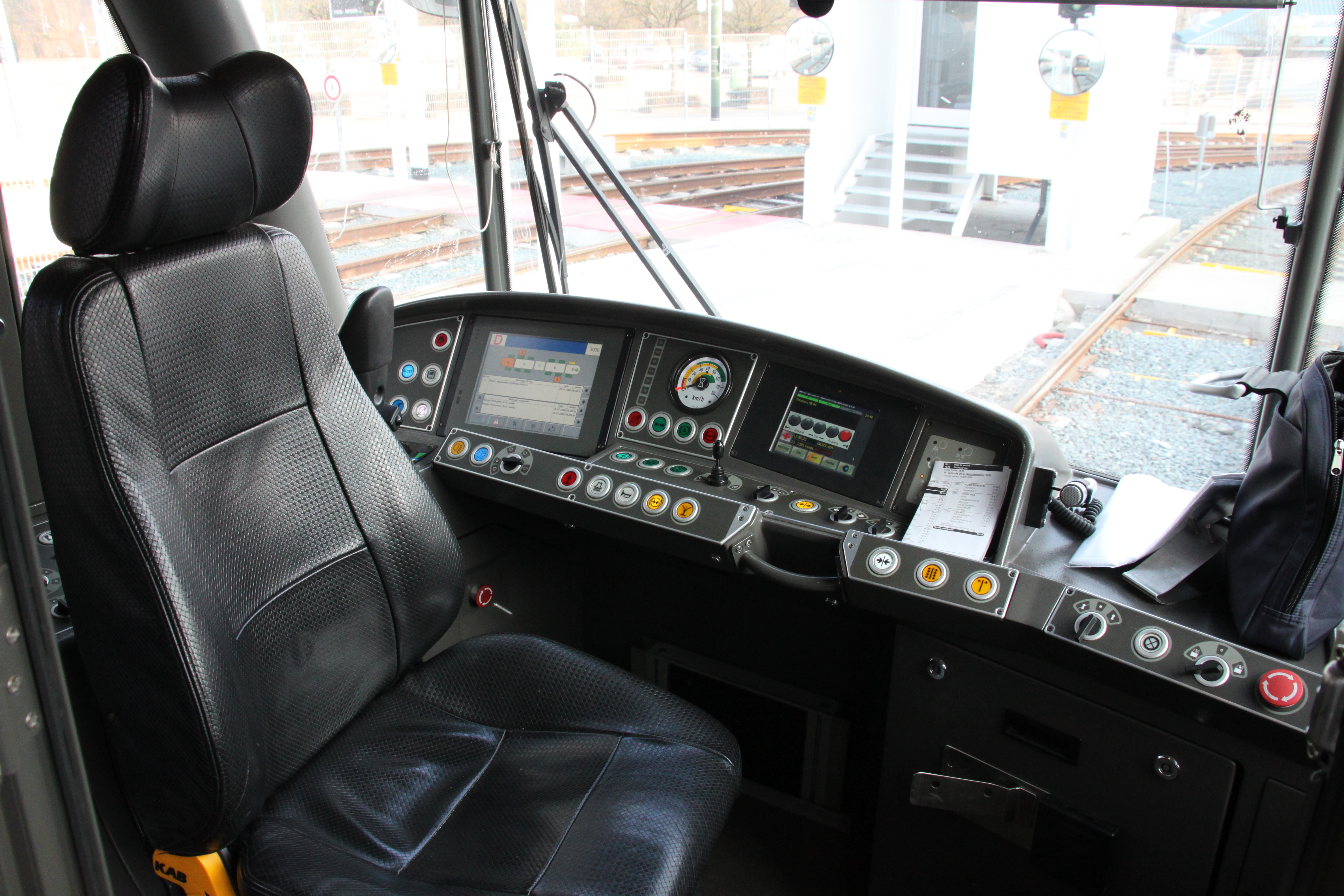
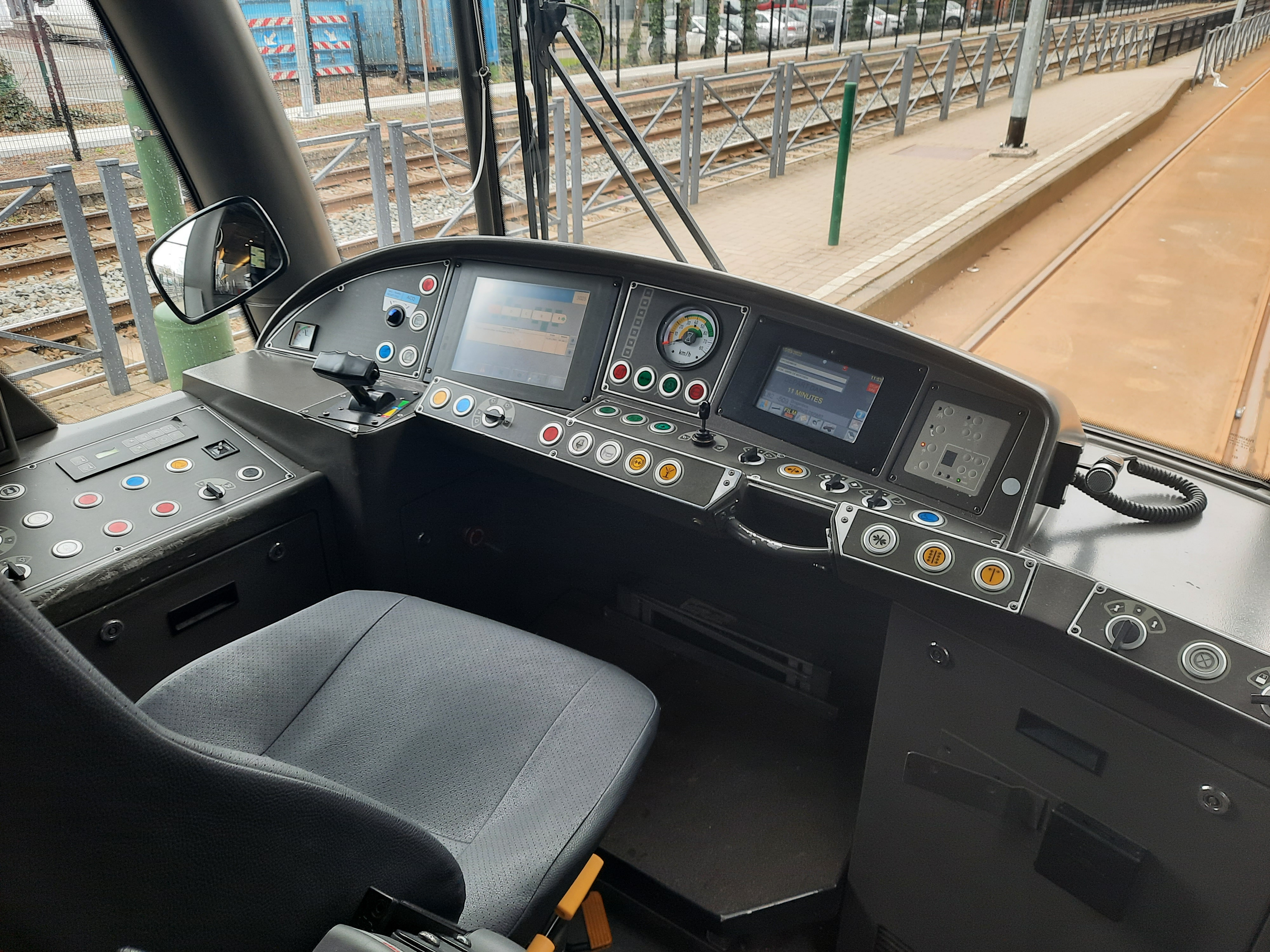

## Lignes exploitées

### Type 3000
Ce type de tram est exploité par de nombreuses lignes du tramway de Bruxelles.
Pendant les Jeux olympiques d'hiver de 2010, deux rames, numéros 3050 et 3051, ont été prêtés à Vancouver, pour un service de démonstration sur la ligne historique du centre-ville de Vancouver (en).

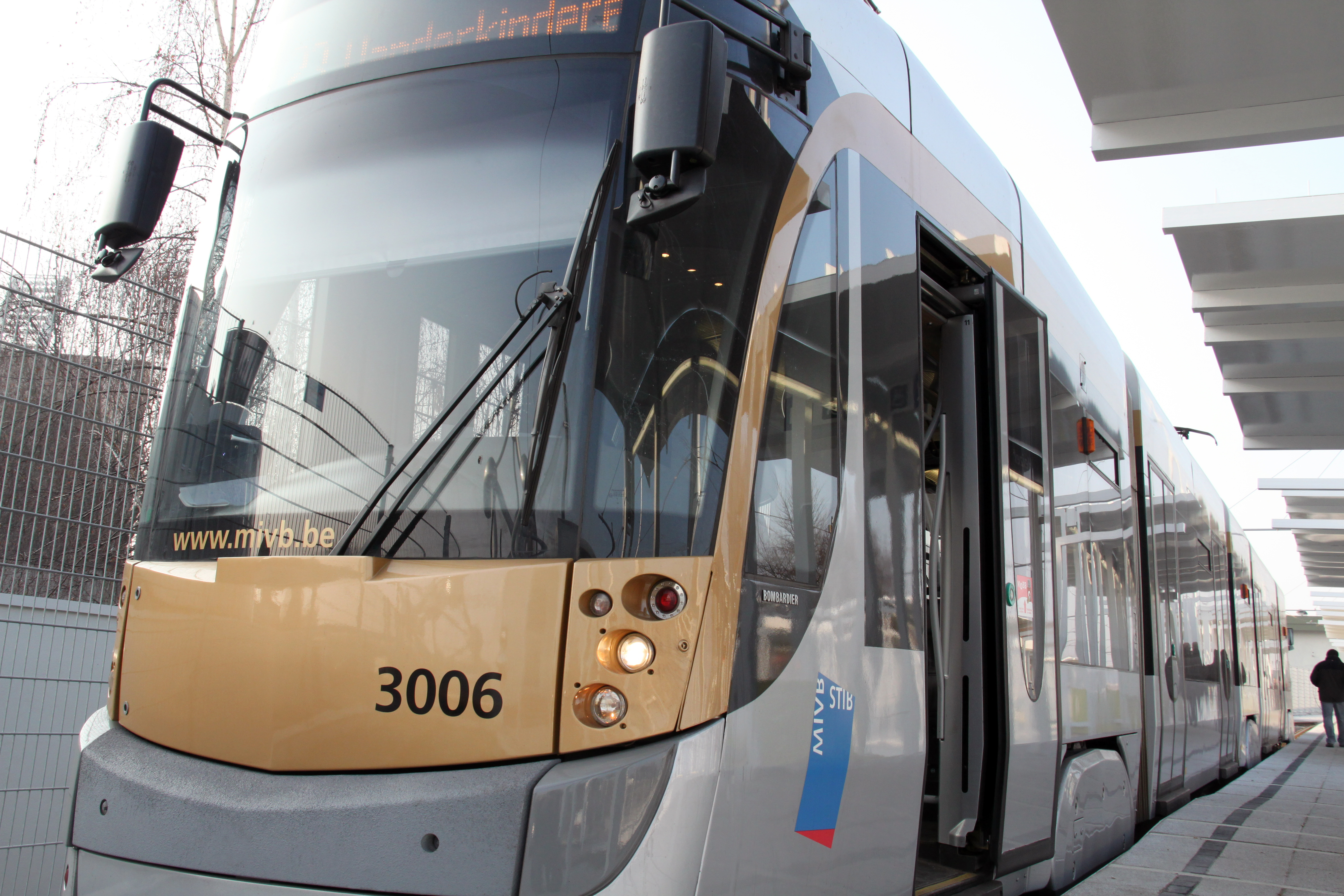
Tram type 3000 (série 1).
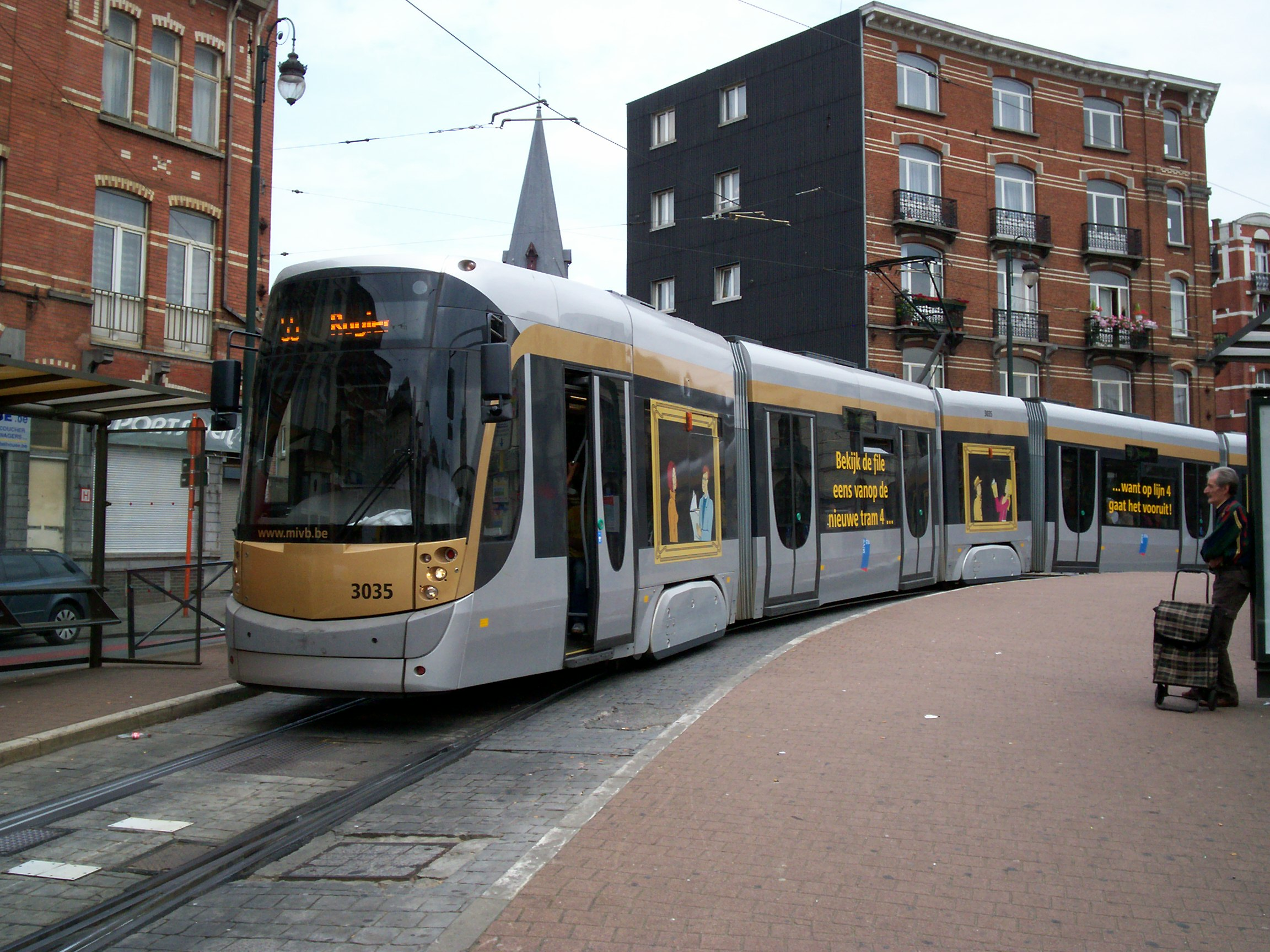
Tram 3035 (série 2) à Verboekhoven.
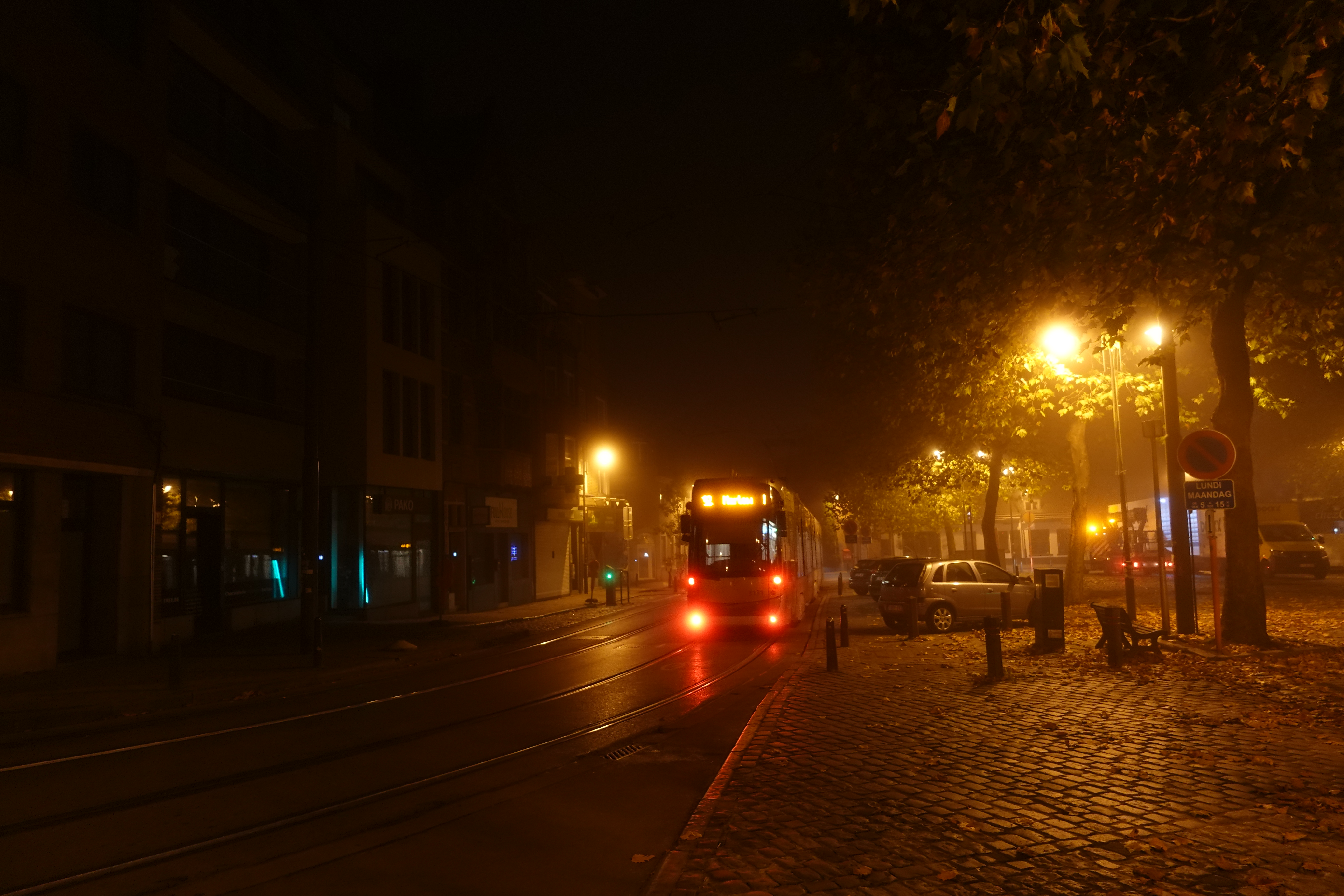
Feux antibrouillard du tram 3131 place Saint-Job.

### Type 4000
Ce type de tram est exploité en priorité par les lignes 4, 7 et 10 du réseau STIB.